# 43889 Осаватакаомі
43889 Осаватакаомі (43889 Osawatakaomi) — астероїд головного поясу, відкритий 17 серпня 1995 року.
Тіссеранів параметр щодо Юпітера — 3,583.
Названо на честь Осави Такаомі (яп. おおさわ・たかおみ(大沢孝臣) о:сава такаомі)